# Хогзед, Рой
Рой Хо́гзед (англ. Roy Hogsed; 24 декабря 1919, Флиппин, США — 5 марта 1978, Виста, США) — американский музыкант, гитарист. С 1947 года был лидером вокально-инструментального трио, с которым выступал, в том числе на радио, и записывался для грампластинок. Известной стала их версия песни «Кокаиновый блюз», изданная в 1947 году фирмой грамзаписи «Ко́аст», и затем трижды перевыпущенная фирмой «Кэпитол»: в 1948, 1950 и 1952 годах. Вероятно, из-за малой известности за пределами области Сан-Диего, его звукозаписывающий контракт с «Кэпитол» закончился в 1954 году. Звучание музыкальных ансамблей под управлением Роя Хогзеда считается одним из самых оригинальных в послевоенной кантри-музыке и включает элементы, ставшие позднее частью стиля рокабилли.

## Биография

### Юность

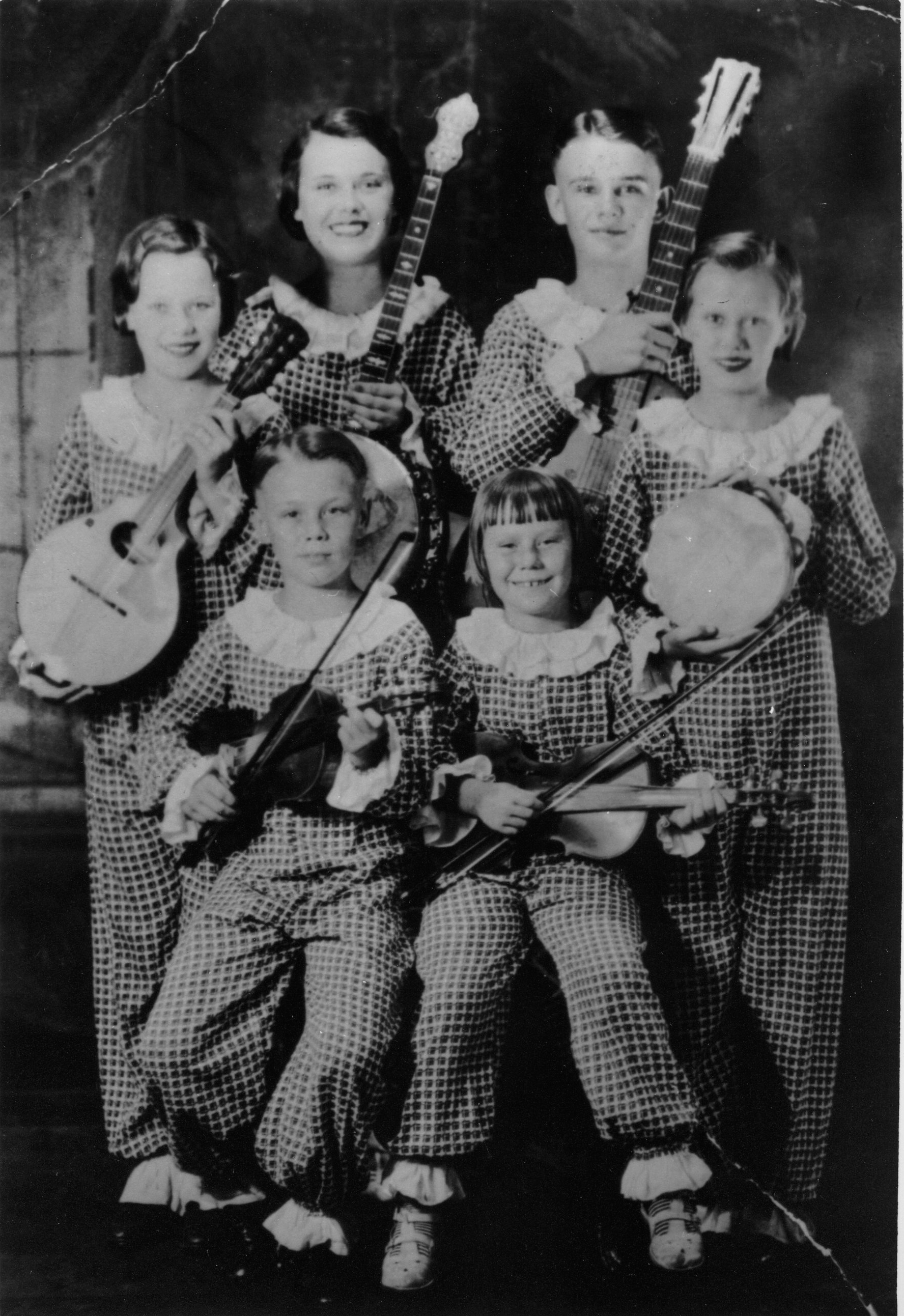
«Арканзасские хиллбиллы»,
2 февраля 1934 года. Рой Хогзед в верхнем ряду справа.

Рой Хогзед родился в городе Флиппин штата Арканзас. Он был одним из шестерых детей Харлиса и Вайды Хогзед. Харлис Хогзед играл на скрипке и банджо, и обучил ребят игре на разных инструментах, чтобы создать семейную музыкальную группу. 11-летний Рой, закончивший к тому времени 7 классов школы, играл на гитаре, старшая сестра Флита на мандолине, близняшки Флорен и Лорен на гавайской гитаре и мандолине, соответственно, младший брат Дональд и младшая сестра играли на скрипках.
Они выступали на сельских танцах, в школах, цирках, на ярмарках. Представления также включали в себя чечётку, номера с ножами и хлыстами, акробатические и комедийные номера. В целом, всё это называлось «струнная хиллбилли-группа и водевильное шоу». Когда они начали путешествовать, Харлис Хогзед ввёл детей в конкурсы скрипачей и другие мероприятия. По воспоминаниям Флорен отец перестал им подыгрывать и дети стали выступать самостоятельно. «Он предоставил нам возможность самим зарабатывать. Нас называли «Арканзасские хиллбиллы»... Мы были настоящей новинкой, и всегда собирали толпы людей».
Шоу начало распадаться, когда в конце 1930-х годов Рой стал жить отдельно, а Флита вышла замуж. Остальные дети продолжили учёбу. Как вспоминала Флорен, из-за разъездов они долгое время не посещали школу, и, несмотря на то, что вместе с семьёй путешествовала частная учительница — чернокожая леди, обучение вне школы оказалось недействительным.
Рой Хогзед устроился работать водителем грузовика. Весной 1940 года он женился на девушке по имени Вилли Гиллиам. Следующие несколько лет Хогзед работал в Оклахоме и Техасе. Во время Второй мировой войны отслужил год на флоте.

### Создание группы. Записи и выступления.
В середине 1940-х годов Рой Хогзед несколько месяцев играл в музыкальной группе «Ди́ксиленд Тро́уперс» с радиостанции «Дабл-ю-Джей-Ди-Икс» в Джэксоне. В 1946 году он поселился в Сан-Диего, где, проработав с месяц водителем автобуса, устроился гитаристом в группу «Хэ́ппи Ка́убойс» Уэйна Уильямса и получил работу в заведении «Сторк Клаб».
К концу 1946 года Рой Хогзед собрал трио с Джином Девезом на аккордеоне и Кейси Симмонсом на контрабасе. Джин Девез (1917—1993) родился в Нидерландах, переехал с родителями в США ещё ребёнком; был технически искусным музыкантом, в основном по части традиционного материала, и умел импровизировать. Кейси Симмонс, который впоследствии создал свою группу и записывался на лос-анджелесской фирме «Кри́стал», ушёл в начале 1947 года. Его заменил басист Ричард «Расти» Нитц (1922—1990), уроженец Лос-Анджелеса. В небольшом ансамбле, играющем в активном танцевальном стиле, к контрабасисту было много требований, и Нитц умело справился с ними, будучи свинговым музыкантом. Пианист из Сан-Диего Меррилл Мур вспоминал: «Расти играл слэпом на контрабасе ночи напролёт. Я не знаю, как ему это удавалось. Шесть часов подряд, шесть дней в неделю». Нитц, как и Хогзед, с детства играл на гитаре, потом переключился на саксофон. Но, «они выкинули меня из школьной группы, когда я не стал учиться читать ноты с листа», рассказывал Нитц в начале 1950-х годов.
В мае 1947 года они записали 4 песни для небольшой фирмы «Ко́аст» и были представлены на грампластинке под названием «Рэ́йнбоу Ра́йдерз». Запись «Кокаинового блюза» оказалась успешной, и стала ещё популярнее, когда через год была переиздана фирмой «Кэпитол».
Звукорежиссёром в голливудской студии «Юнивёрсал Реко́рдерc» значился совладелец (или владелец) фирмы «Коаст» Чарльз Уошбёрн. С мая по декабрь 1947 года трио записало 20 композиций, среди них блюзы, польки и буги-вуги. «Малый состав был и преимуществом, и недостатком», писал позднее для буклета компакт-диска музыкальный журналист Кевин Коффи. «Он придавал коллективу необычное и легко узнаваемое звучание, но не оставлял места для разнообразия; иногда коллектив звучал как полька-коллектив со Среднего Запада, особенно из-за аккордеона Девеза».
Издав 5 синглов трио, фирма прекратила выпуск грампластинок. Как отмечает Коффи, во время забастовки музыкантов 1948 года, крупные компании стали обращать внимание на интересные записи небольших фирм; затем, они могли лицензировать и издавать такие записи для более широкого рынка сбыта. В апреле 1948 года фирма грамзаписи «Кэпитол» заключила с Роем Хогзедом контракт. В мае журнал «Биллборд» отмечал, что «Трио Роя Хогзеда — свежее пополнение фольклорного сектора „Кэпитол“. В группе: Джин Девез (аккордеон), Ричард (Расти) Нитц (бас) и лидер ансамбля на гитаре». В начале лета «Кэпитол» перевыпустила «Кокаиновый блюз» вместе с неизданной в своё время «Буги рыбьего хвоста». Затем, были изданы ещё 3 сингла трио с записями фирмы «Коаст». 21 августа 1948 года «Кокаиновый блюз» поднялся на 15 строчку в списке популярности журнала «Биллборд», и находился там одну неделю.
В феврале 1949 года в «Биллборде» упоминалось, что менеджером трио Хогзеда является Чарли Адамс — рекламный деятель, издатель и совладелец (совместно с музыкантами Пи Ви Кингом и Рэддом Стюартом) компании «Ри́джуэй Мю́зик». Через пару лет он также отметился журналом, как совладелец клуба «Блю Ри́вер Паб». По мнению Коффи, во многом благодаря личности Хогзеда как лидера, а также музыкальным способностям коллектива, они стали завоёвывать поклонников в клубах Сан-Диего и его окрестностей, а также регулярно выступать на радио.

### Звукозаписи для «Кэпитол»

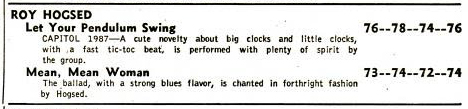
Рецензия в журнале «Биллборд» от 1 марта 1952 года.

Известно 9 звукозаписывающих сессий Роя Хогзеда для «Кэпитол», состоявшихся в период с 1949 по 1954 год. На них было записано 35 композиций, 10 из которых остались неизданными (например, «Хот-род»).
Первый сеанс звукозаписи состоялся в июле 1949 года. По мнению Кевина Коффи, записанную тогда композицию «Давайте потанцуем» отличает отличная игра на гитаре Роя Хогзеда, по-видимому, вдохновленная Чарли Крисченом и Джонни Вайсом, гитаристом Спейда Кули. После сессии 10 января 1950 года и двух патриотических песен о Корейской войне, записанных в августе, Рой Хогзед вернулся в студию летом 1951 года. В то время он отказался от записи чёткого звучания трио в пользу более лёгкого, джазового звучания более многочисленного коллектива. Девеза временно заменил Денни Дражковски, чья изобретательная игра на аккордеоне дополнила ещё одного нового участника — Дона, младшего брата Роя, который стал исполнять партии скрипки и электрогитары. Рой Хогзед также начал использовать в студии барабаны — пригласил ударника Томаса Миллза. В октябре состоялась очередная сессия звукозаписи. Коффи отмечает, что Нитц продолжал играть на контрабасе в том же стиле, что и до включения в группу ударных. Гитарные соло Дона Ходгеза, по мнению Коффи, «превосходны» и напоминают «вёрткую игру Джимми Брайента», а запись «Буги змеиного танца», по некоторым параметрам, предвосхитила стиль рокабилли. В том же составе, но с добавлением Пи Ви Адамса на перкуссии, они записали в январе 1952 года 4 песни, в том числе «Позволь своему маятнику раскачиваться», которая, по мнению Коффи, стала лучшей записью сессии. 17 ноября 1952 года Рон и Дональд записались с обновлённым составом: Майрон Соуттер — пианино, Фил Рансом — контрабас, Рой Харт — ударные. В 1953—1954 годах состоялись две последние звукозаписывающие сессии для «Кэпитол» — в составе трио (Рой, Девез и Нитц) с привлечением ударников Ли Хьюза и Роя Харта.

### Завершение карьеры
В конце 1954 года фирма «Кэпитол» не стала продлевать контракт с музыкантом. По мнению Коффи, к этому привели низкие продажи грампластинок и малая известность группы за пределами области Сан-Диего. К тому времени Рой Хогзед стал владельцем известного в Сан-Диего заведения «Хасие́нда Клаб», которое было его концертной площадкой.
В середине 1950-х годов Рой Хогзед был ведущим телевизионного шоу станции «Кей-Эф-Эс-Ди», вещавшей на территорию от Сан-Диего до Бейкерсфилда. Во второй половине 1950-х годов Хогзед работал со Смоки Роджерсом и продолжал выступать до 1969 года. Работал сварщиком в «Сан-Диего Гэз энд Эле́ктрик Ко́мпани»». Умер в 1978 году в городе Виста в Южной Калифорнии — покончил жизнь самоубийством по неизвестной причине. В местной прессе сообщалось, что после него осталась вдова, две дочери и три сына. Его брат и коллега Дональд Хогзед умер в 1988 году.

## Оценки творчества. Влияние.
Музыка трио включала элементы, ставшие позднее частью стиля рокабилли. По мнению Коффи, немсотря на местную известность, влияние ансамблей Роя Хогзеда на кантри-сцену в целом было ограниченным, возможно, из-за их дисклокации в Сан-Диего, а не в крупном музыкальном центре, типа Нашвилла или Лос-Анджелеса.

## Комментарии
1. ↑  Рой Харт — один из основателей новой фирмы грамзаписи «Паси́фик Джаз Ре́кордс»[9].